# Murraya koenigii
Murraya koenigii är en vinruteväxtart som först beskrevs av Carl von Linné, och fick sitt nu gällande namn av Spreng.. Murraya koenigii ingår i släktet Murraya och familjen vinruteväxter. Inga underarter finns listade i Catalogue of Life.